# 시각편집기
시각편집기(영어: VisualEditor)는 위키미디어 재단이 개발하고 2013년 6월에 활성화한 위키백과를 위한 시각 위지위그 웹 브라우저 기반 편집기이다.

## 자세한 내용
시각편집기는 계정을 등록한 편집자, 그 다음에 익명 편집자를 위해 영어 위키백과에서 동작하는 것이 계획되고 있다.
지원하는 웹 브라우저는 크롬, 파이어폭스, 사파리의 최근 버전을 포함하고, 현재 인터넷 익스플로러, 또는 오페라는 지원하지 않는다. 2013년 7월 기준으로, 위키백과 프로젝트 문서 상태에서 시각편집기는 IE 9와 IE 10을 사용하는 사용자에게 일시적으로 비활성화되어 있고 IE 8이나 이전 버전의 지원은 계획이 없다.

## 같이 보기
- node.js

## 참고
1. ↑  LICENSE.txt, VisualEditor source code repository, phabricator.wikimedia.org/diffusion/
2. 1 2  Emil Protalinski (2013년 7월 2일). “Wikimedia rolls out WYSIWYG visual editor for logged-in users accessing Wikipedia articles in English”. 《넥스트 웹》. 2013년 7월 6일에 확인함.
3. ↑  Gabriela Vatu (2013년 6월 6일). “Wikipedia's Visual Editor to Be Rolled Out”. 《소프트피디어》. 2013년 7월 6일에 확인함.
4. ↑  “Wikipedia:VisualEditor”. 《위키백과》. 2013년 7월 6일에 확인함.